# Iñaki Ábalos
Iñaki Ábalos Vázquez (San Sebastián, 9 de julio de 1956) es Doctor Arquitecto, Catedrático de Proyectos en la ETSA Madrid (2002-) y  Visiting Critic en GSD Harvard University (2016-). Ha sido “Kenzo Tange Professor” (2009), Design Critic (2010-2012) y Chair del Departamento de Arquitectura de GSD Harvard University (2012-2016). Asimismo es Master of Science en el CAUP de Tongji University, Shanghái (2015) y RIBA Fellowship (2009). Es codirector del estudio de arquitectura Abalos+Sentkiewicz AS+.

## Biografía
En 1978 se tituló en la Escuela Técnica Superior de Arquitectura de Madrid de la que fue profesor del Departamento de Construcción entre los años 1984 y 1988.
En 1985 fundó en Madrid junto a Juan Herreros el estudio Ábalos & Herreros, firma autora de grandes proyectos como el Estudio de Luis Gordillo, en Villanueva de la Cañada, el Pabellón de Gimnasia del Parque del Retiro, el Parque Litoral Forum, o la Torre Woermann en Las Palmas de Gran Canaria.
Durante este periodo alcanza el Doctorado por la ETSAM en 1991, y un año más tarde se convierte en profesor titular del Departamento de Proyectos Arquitectónicos de la misma.
En 2008 finaliza su colaboración con Herreros, fundando junto a Renata Sentkiewicz el estudio Ábalos+Sentkiewicz.
Dirigió el Departamento de Arquitectura de la Universidad de Harvard (GSD) entre 2013 y 2016.
En 2014 fue nombrado comisario del Pabellón de España de la Bienal de Arquitectura de Venecia, bajo el título Interiores reunió proyectos de arquitectos españoles de fama internacional como Javier García Solera, Soto y Maroto o Manuel Ocaña entre otros.

## Trayectoria Académica
Ha sido “Buell Book Fellow” y “Visiting Professor” en Columbia University (Nueva York, 1995), “Diploma Unit Master” en la Architectural Association (Londres, 1998-2000), “Professeur Invite“ en la EPF (Lausana, 1998), “Jean Labatute Professor” en Princeton University (Nueva Jersey, 2004-2007) “Visiting Professor” en Cornell University (Ithaca, 2007-2008) y catedrático y miembro del Consejo de Dirección en el BIArch (Barcelona, 2010-2012). Ha sido ‘Kenzo Tange Professor’ (2009), Visiting Critic de Arquitectura y Diseño Urbano (2010-2012) y Chair del departamento de Arquitectura (2012-2016) en GSD Harvard University, de donde es actualmente Visiting Critic. Es catedrático de proyectos Arquitectónicos de la ETSA Madrid desde 2002.

## Teoría de la Arquitectura
Es autor de los libros "Le Corbusier. Rascacielos" Ayuntamiento de Madrid, 1988; "Técnica y Arquitectura" Nerea, 1992, (edición en inglés "Tower and Office", The MIT Press, 2003)  y "Natural-Artificial" ExitLMI, 1999 junto  con Juan Herreros, e individualmente es autor de "La Buena Vida. Visita guiada a las casas de la modernidad" GG, 2000 (edición en inglés: The Good Life, GG, 2001; edición en portugués: A Boa Vida, GG, 2002; edición en italiano: Il Buon Abitare, Marinotti Edizioni, 2009; reedición en inglés: Park Books, 2017; reedición en español: Gustavo Gili, Colección Clásicos, 2019; edición en chino: Tongji University Press, 2019); "Campos de Batalla/ Battlefields" COAC, 2005, "Atlas Pintoresco" vol. I, GG, 2005 y vol. II, GG, 2007; "Naturaleza y Artificio" GG, 2010 e Interior. Catálogo: Pabellón Español en la XIV Biennale d´Architettura di Venezia (2014). 

## Difusión de la obra profesional
Su obra profesional ha sido objeto de 15 exposiciones individuales y múltiples colectivas, en instituciones como la AA-Londres, Pavillion de l’arsenale-París, MoMA - NYC o la Bienal de Arquitectura de Venecia. Éste reconocimiento también se refleja en los 43 premios recibidos en concursos de arquitectura y 46 premios a actividades de investigación y diseño, 18 de los cuales a obra construida. También ha sido recogido en revistas y monografías como "Ábalos&Herreros", GG, 1993; "Áreas de Impunidad", Actar, 1997; "Reciclando Madrid”, Actar, 2000; "Ábalos&Herreros, 2G nº 22", GG, 2003; “ Grand Tour", CAAM, 2005; "Ábalos, Herreros, Sentkiewicz Arquitectos", DA Documentos de Arquitectura nº 63, COAA, 2007; "Abalos+Sentkiewicz Arquitectos. Belleza Termodinámica", 2G n.56, Gustavo Gili, 2010; "Nuevas naturalezas. Abalos+ Sentkiewicz Arquitectos", Q estudio, 2013; "Abalos+Sentkiewicz. Form, Matter Energy", AV Monografías de Arquitectura 169, 2014; "Ensayos sobre Termodinámica, Arquitectura y Belleza", Actar, 2015 (con ediciones independientes en castellano, inglés y chino) y "AP164: Abalos&Herreros ", Park Books, 2016. 

## Premios
2019      Premio FAD Internacional 2019.
               New Bund District Church, Pudong, Shanghai.
2011      Distinción COAM de Divulgación de la Arquitectura.
               Exposición y Catálogo “Laboratorio Gran Vía”.
2011      Distinción COAM de Urbanismo.
               Operación Chamartín, Madrid
2011      Premio CICA de Arquitectura Internacional.
               XIII Bienal de Arquitectura de Buenos Aires. Centro de Ocio, Azuqueca de Henares.
2011      Premio FAD de Arquitectura e Interiorismo.
               Fundació Tàpies.
2009      Premio Internacional de Arquitectura.
               Conceptos Innovadores de Diseño de Interiores.
2005      Premio Internacional de Diseño VII Solutia.
               Plaza y Torre Woermann, Las Palmas de Gran Canaria. 
2003      XVIII Premio de Arquitectura de la Comunidad de Madrid.
               Pabellón Deportivo en el Parque del Retiro, Madrid. 
2002      Premio COAM.
               Estudio Gordillo, Madrid.
2000      XIV Premio de Arquitectura del Ayuntamiento de Madrid.
               Planta de Reciclaje Valdemingómez, Madrid.
1999      Premio COAM.
               Planta de Reciclaje Valdemingómez, Madrid.
1997      Premio de la Comunidad de Madrid.
               Casa Gordillo.
1997      Premio de la Comunidad de Madrid.
               52 Viviendas, Locales y Garajes en la M-30.

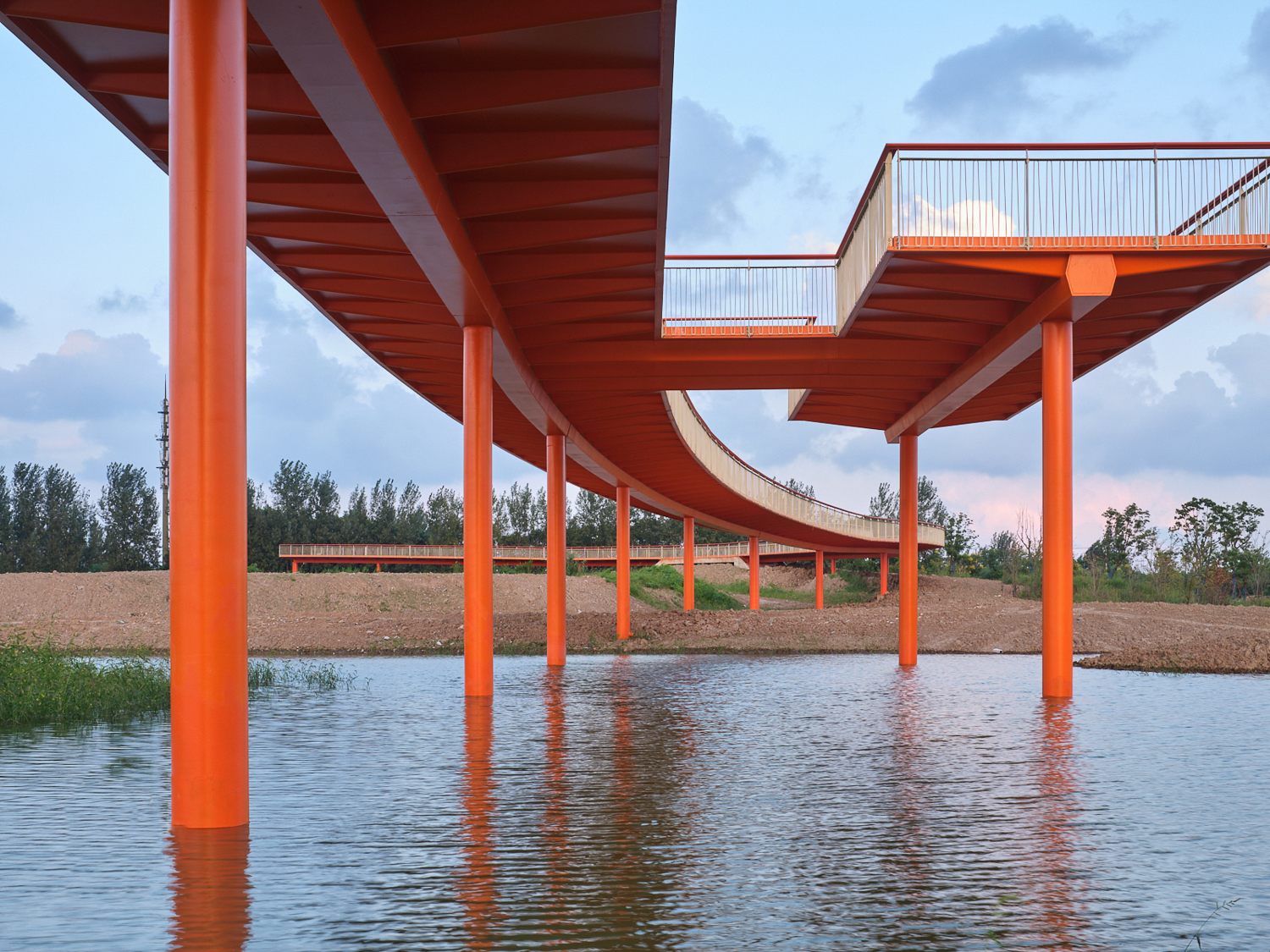
The Flying Spine. Eje Peatonal y Ciclista en Zhangjiabang Green Wedge (Shanghái, China)

1991      Premio de la Comunidad de Madrid de Arquitectura y Diseño Urbano.
               RENFE edificio de Oficinas. 
1991      Premio de la Comunidad de Madrid de Arquitectura y Diseño Urbano.
               Diseño Urbano de “Centro del Sur”. 
1991      Premio COAM de Arquitectura.
               RENFE edificio de Oficinas. 

## Proyectos destacados

### España
- 2018 Estación de autobuses (Logroño)[7]
- 2018 ViaIrún, plan de Integración urbana del ferrocarril (Irún)
- 2018 Proyecto urbano con 861 unidades residenciales, (Cuart de Poblet).
- 2017 Proyecto PLANTA para la fundación Sorigué (Lleida)[8]
- 2014 Casa Isasi (Deba)[9]
- 2013 Mobiliario Parque Felipe VI (Logroño)[10]
- 2013 Parque Felipe VI y diseño urbano (Logroño)[10]
- 2012 Estación de alta velocidad (Logroño)[10]
- 2012 Torre solar (Valencia)[11]
- 2011 Centro de ocio (Azuqueca de Henares)[9]
- 2010 rehabilitación Fundació Tàpies (Barcelona)[12]
- 2010 Plaza y Torre Woermann (Las Palmas de Gran Canaria)
- 2009 Lolita, edificio de oficinas (Madrid)[12]
- 2009 Pabellón Residencial en Calle Orfila (Madrid)[12]

### China
- 2019 Yangpu Bridge Riverside Area Development Plan. (Shanghái)
- 2018 Iglesia en el Distrito de New Bund. (Pudong, Shanghái) Archivado el 15 de mayo de 2019 en Wayback Machine.
- 2018 Nuevo bloque de usos mixtos del Distrito de New Bund. (Pudong, Shanghái)[9]
- 2016 Shanghai Museum East. (Shanghái)[13]
- 2016 The Flying Spine. Eje Peatonal y Ciclista en Zhangjiabang Green Wedge, Shanghái, China.
- 2013 Museo de Arte Contemporáneo Zhuhai Huafa. (Zhuhai)[9]
- 2012 Manzana de Usos mixtos en Nanjing. (Nanjing)[14]

### Suiza
- 2009 Atelier Albert Oehlen (Bülher)[12]

### Italia
- 2008 Torre Espina (Turín)[15]

### Colombia
- 2016 Parque San Antonio. Rehabilitación del centro histórico. (Medellín)[16]

## Libros
2019      La Buena Vida. Visita Guiada a las Casas de la Modernidad. Reedición en la Colección Clásicos. Barcelona, Editorial Gustavo Gili
2019      The Good Life. A Guided Visit to the House of Modernity. Edición China. Tongji University Press, Shanghái. 
2018      Textos Críticos. Madrid, Ed. Asimétricas / DPA ETSA Madrid
2017      The Good Life. A Guided Visit to the House of Modernity. Reedición.  Zúrich, Park Books.
2016      a+t  SOLID: INTERIOR MATTERS nº47. Harvard Symposia on Architecture SOLID SERIES.  A+T Architecture Publishers, Álava, 2016. Miembro del comité editorial. 
“SINKS AND SOURCES: TOWARD A THERMODYNAMIC MATERIALISM” pag. 38-49. “THE GROTTO” pag. 68-69. 
2015      a+t SOLID: ORGANIZATION OR DESIGN? Issue 46. Harvard Symposia on Architecture SOLID SERIES. A+T Architecture Publishers, Álava, 2015. Miembro del comité editorial. 
“ORGANIZATION OR DESIGN? VERSUS DESIGN TECHNIQUES” pag. 122-123. 
2015      a+t  SOLID: DESIGN TECHNIQUES. Issue 45. Harvard Symposia on Architecture SOLID SERIES.  A+T Architecture Publishers, Álava, 2015. Miembro del comité editorial. 
“ON DESIGN TECHNIQUES” Pag. 6-15.
2012      Thermodynamic Applied to High-rise and Mixed Use Prototypes. Harvard GSD Press. 
2011      Campos Prototipológicos Termodinámicos. Curso de Proyectos DPA, Laboratorio de Técnicas y Paisajes Contemporáneos, Colección de Textos Académicos ETSAM-UPM.
2009      Naturaleza y artificio. El ideal pintoresco en la arquitectura y el paisajismo contemporáneos. Compendios de arquitectura. Editorial GG. 
2009      Il Buon Abitare. Christian Marinotti Edizioni 2009.
2008      Atlas pintoresco. Vol. 2: Los Viajes. Editorial Gustavo Gili, Barcelona 2008. 
2007      Land&Scape Series: Landscape + 100 Words to inhabit it. Iñaki Ábalos: Ecomonumentality, Hybridisation, Observatory, Picturesque. Editorial Gustavo Gili, Barcelona.
2006      Cuatro Observatorios de la Energía. Isla de La Palma. I Bienal de Canarias “Arte, Arquitectura y Paisaje”. Gobierno de Canarias ycolegio de Arquitectos de Canarias. (Libro, póster y DVD). Diciembre 2006.
2005      Atlas pintoresco. Vol. 1: El Observatorio. Editorial Gustavo Gili, Barcelona 2005, 151 pp.
2005      La Formación del Arquitecto / The Education of an Architect. Libro y DVD. Colegio de Arquitectos de Cataluña (Barcelona) y revista Quaderns d’Arquitectura i Urbanismo. Otoño 2005.
2005      Grand Tour. CAAM, Las Palmas e ICO, Madrid. 
2004      Campos de Batalla/ Battlefields. Memoria, Producción, Paisaje. Publicado por el colegio de Arquitectos de Cataluña (Barcelona) / ETSAM (Laboratorio de Técnicas y Paisajes Contemporáneos). 
2003      Tower and Office. From Modernist Theory to Contemporary Practice. The MIT Press. Cambridge (Massachusetts). 
2002      A Boa Vida. Edición en portugués. Editorial Gustavo Gili. Barcelona.
2001      The Good Life. Edición en inglés. Editorial Gustavo Gili. Barcelona.
2000      Reciclando Madrid / Recycling Madrid. Editorial Actar. Barcelona. 
2000      La Buena Vida. Visita guiada a las casas de la modernidad. Editorial Gustavo Gili. Barcelona.
1999      Natural Artificial. Exit LMI. Liga Multimedia Internacional, Madrid.
1997      Áreas de Impunidad. Actar. Barcelona.
1995      Las Afueras: 6 Ensayos sobre la Condición Metropolitana. Exit LMI, Madrid. 
1994      Exit. Exit LMI, Madrid.
1992      Técnica y Arquitectura en la Ciudad Contemporánea. 1950-1990. Nerea, Madrid. 
1992      Reeditado en inglés como Tower and Office. From Modernist Theory to Contemporary Practice. The MIT Press. Cambridge (Massachusetts) – London (England) 2003.
Reissue of the first chapter in Chinese. Time + Architecture 2005/4. Shanghái 2005. 
1990 Le Corbusier. Rascacielos. Ayuntamiento de Madrid. Reissued in 1997 by Exit.LMI.

## Monografías
2016      AP164 Ábalos & Herreros. VVAA. Germany, Ed. CCA Park Books.
2015      Ábalos+Sentkiewicz. Ensayos de . New York, Actar D.
2014      Ábalos+Sentkiewicz. Form, Matter, Energy. Madrid, AV Monografías 169.
2013      New Natures: Intermodal Station in Logroño. Ábalos+Sentkiewicz Arquitectos. Madrid, Actar D.
2013      Nuevas naturalezas. La estación intermodal de Logroño. Ábalos+Sentkiewicz Arquitectos. Madrid, Actar D.
2010      Ábalos+Sentkiewicz. Monografías 2G issue 56. Gustavo Gili, Barcelona.
2002      Ábalos&Herreros. Monografías 2G issue 22. Gustavo Gili, Barcelona. 
1993      Ábalos & Herreros. Monografías de Arquitectura Contemporánea. Editorial Gustavo Gili. Barcelona. 
1991      Iñaki Ábalos y Juan Herreros. Seis proyectos (1987-1990). COAM, Madrid. 